# .pro
.pro — общий домен верхнего уровня, название которого происходит от англ. professional и указывает на то, что домен предназначен для профессионалов из различных областей.

## История
Решение о введении домена .pro для аккредитованных специалистов в различных областях, компаний и профессиональных ассоциаций было принято ICANN в ноябре 2000 года одновременно с утверждением 6 других общих доменов верхнего уровня — .info (для информационных сайтов), .biz (для бизнес-структур), .name (для персональных страниц), .coop (для кооперативов), .museum (для музеев), .aero (для организаций, связанных с авиацией).
Регистратором в домене .pro стала компания RegistryPro, по соглашению с ICANN обязавшаяся проверять профессиональную квалификацию регистрантов, претендующих на имена в доменной зоне. Приоритетная регистрация доменов второго уровня для владельцев товарных знаков началась в апреле 2003 года, открытая регистрация — осенью 2003 года.
Первоначально регистрация в зоне .pro была разрешена только юристам, врачам и бухгалтерам, профессиям которых соответствовали домены второго уровня .law.pro, .med.pro и .cpa.pro. По умолчанию предполагалась регистрация имён третьего уровня, регистрация доменного имени второго уровня допускалась при условии переадресации на доменное имя третьего уровня, а также для регистрантов, которые оказывали услуги в нескольких областях и владели идентичными именами в соответствующих поддоменах.
В ноябре 2004 года регистратор расширил перечень профессиональных областей, включив в него архитекторов, дантистов и инженеров, а также открыл регистрацию в дополнительных зонах для профессионалов из различных регионов мира. После 8 ноября в дополнение к .law.pro, .med.pro и .cpa.pro стали доступны доменные зоны .jur.pro и .bar.pro для юристов, .aca.pro и .stb.pro для бухгалтеров, .den.pro, .dds.pro и .dnt.pro для стоматологов, .eng.pro и ing.pro для инженеров, .arc.pro для архитекторов.
В 2008 году ограничения на использование имён второго уровня были сняты, и регистрация в зоне .pro была открыта для представителей более 1100 профессий, но было введено требование ежегодного подтверждения профессионального статуса в любой форме — через предоставление диплома или членство в профессиональной ассоциации. В 2015 году требование подтверждения аккредитации и квалификации было отменено, и регистрация в зоне .pro стала свободной для всех желающих.